# Nati nel 1527
| Questa pagina contiene informazioni ricavate automaticamente dalle voci biografiche con l'ausilio del template Bio e di un bot. L'aggiornamento è periodico e automatico e ricostruisce completamente la pagina. Se manca una persona in questa lista, sei pregato di non aggiungerla, ma accertati piuttosto che la sua voce biografica contenga il template Bio e che i dati anagrafici siano correttamente compilati. Se il template Bio manca, inseriscilo tu stesso o, in alternativa, metti l'avviso {{tmp\|Bio}} che ne segnala la mancanza. Se i dati riportati sono sbagliati, correggi direttamente la voce biografica; le modifiche saranno visibili in questa lista entro pochi giorni. Per chiarimenti vedi il progetto biografie. La lista contiene solo le 70 persone che sono citate nell'enciclopedia e per le quali è stato implementato correttamente il template Bio. Pagina aggiornata al 27 gen 2025. |

## Febbraio(1)
- 15 febbraio - Margherita de la Marck-Arenberg, nobildonna belga († 1599)

## Marzo(5)
- 4 marzo - Ludwig Lavater, teologo svizzero († 1586)
- 5 marzo - Ulrico III di Meclemburgo-Güstrow, duca († 1603)
- 6 marzo - Giovan Vettorio Soderini, agronomo italiano († 1597)
- 10 marzo - Alfonso d'Este, nobile italiano († 1587)
- 29 marzo - Zaccaria Dolfin, cardinale, vescovo cattolico e diplomatico italiano († 1583)

## Aprile(2)
- 5 aprile - Giuseppe Arcimboldo, pittore italiano († 1593)
- 14 aprile - Abramo Ortelio, cartografo e geografo fiammingo († 1598)

## Maggio(2)
- 21 maggio - Filippo II di Spagna, sovrano spagnolo († 1598)
- 31 maggio - Agnese d'Assia, nobile tedesca († 1555)

## Giugno(3)
- 11 giugno - Anna Sofia di Prussia, principessa prussiana († 1591)
- 15 giugno - Jacob Runge, teologo tedesco († 1595)
- 27 giugno - Jean Vendeville, vescovo cattolico francese († 1592)

## Luglio(3)
- 8 luglio - Saitō Yoshitatsu, militare giapponese († 1561)
- 13 luglio - John Dee, matematico, geografo e alchimista inglese († 1608)
- 31 luglio - Massimiliano II d'Asburgo († 1576)

## Agosto(1)
- 10 agosto - Barbara di Brandeburgo, nobile († 1595)

## Settembre(1)
- 25 settembre - Tolomeo Gallio, cardinale e arcivescovo cattolico italiano († 1607)

## Ottobre(5)
- 14 ottobre - Giovanni Andrea Caligari, vescovo cattolico e diplomatico italiano († 1613)
- 15 ottobre - Maria Emanuela d'Aviz,  portoghese († 1545)
- 18 ottobre - Luca Cambiaso, pittore italiano († 1585)
- 21 ottobre - Luigi di Guisa, cardinale francese († 1578)
- 27 ottobre - Adam von Dietrichstein, nobile e diplomatico austriaco († 1590)

## Novembre(1)
- 1º novembre - Pedro de Ribadeneira, gesuita spagnolo († 1611)

## Dicembre(2)
- 6 dicembre - Bernardo VIII di Lippe, nobile tedesco († 1563)
- 23 dicembre - Hugo Donellus, giurista francese († 1591)

## Senza giorno specificato(44)
- Michelangelo Aliprandi, pittore italiano († 1595)
- Giovanni Battista Antonelli, ingegnere militare italiano († 1588)
- Benito Arias Montano, orientalista spagnolo († 1598)
- Orazio Augenio, medico italiano († 1603)
- Barbara Blomberg,  tedesca († 1597)
- Bess di Hardwick, nobildonna inglese († 1608)
- Cecchino Bracci,  italiano († 1544)
- Alessandro II di Cachezia, re († 1605)
- Alexander Colyn, scultore fiammingo († 1612)
- Edward Courtenay, I conte di Devon, nobile inglese († 1556)
- Date Sanemoto, militare giapponese († 1587)
- Elizabeth FitzGerald, contessa di Lincoln, nobildonna irlandese († 1590)
- Sebastiano Ferrero-Fieschi, vescovo cattolico italiano († 1577)
- Vincenzo Gagini, scultore italiano († 1595)
- Hamida Banu Begum, nobildonna indiana († 1604)
- Hatakeyama Takamasa, militare giapponese († 1576)
- Joannes Hauchin, arcivescovo cattolico belga († 1589)
- Kawajiri Hidetaka, militare giapponese († 1582)
- Kōsaka Masanobu, militare giapponese († 1578)
- Scipione Lancellotti, cardinale italiano († 1598)
- Johann Leisentrit, presbitero tedesco († 1586)
- John Lesley, vescovo cattolico scozzese († 1596)
- Li Zhi, filosofo, scrittore e storico cinese († 1602)
- Giulio Licinio, pittore italiano († 1591)
- Nicolas Lucidel, pittore fiammingo
- Philippe de Lénoncourt, cardinale e vescovo cattolico francese († 1592)
- Pedro López, medico spagnolo († 1597)
- Nasu Suketane, militare giapponese († 1583)
- Nomi Munekatsu, militare giapponese († 1592)
- Okada Shigeyoshi, militare giapponese († 1583)
- Annibale Padovano, compositore e organista italiano († 1575)
- Giulio Cesare Pascali, poeta italiano († 1601)
- Pellegrino Tibaldi, architetto e pittore italiano († 1596)
- Camillo Pellegrino, poeta, scrittore e presbitero italiano († 1603)
- Girolamo Razzi, scrittore e commediografo italiano († 1611)
- Francis Russell, II conte di Bedford, nobile e politico inglese († 1585)
- Saitō Tomonobu, militare giapponese († 1591)
- Sakai Tadatsugu, militare giapponese († 1596)
- Giberto IV Sanvitale, nobile italiano († 1585)
- Shimokata Sadakiyo, militare giapponese († 1606)
- Henry Stafford, II barone Stafford, nobile inglese († 1565)
- Philippine Welser, nobile austriaca († 1580)
- Luis de León, poeta, traduttore e teologo spagnolo († 1591)
- Şehzade Bayezid, principe ottomano († 1561)